# مرشح وقود

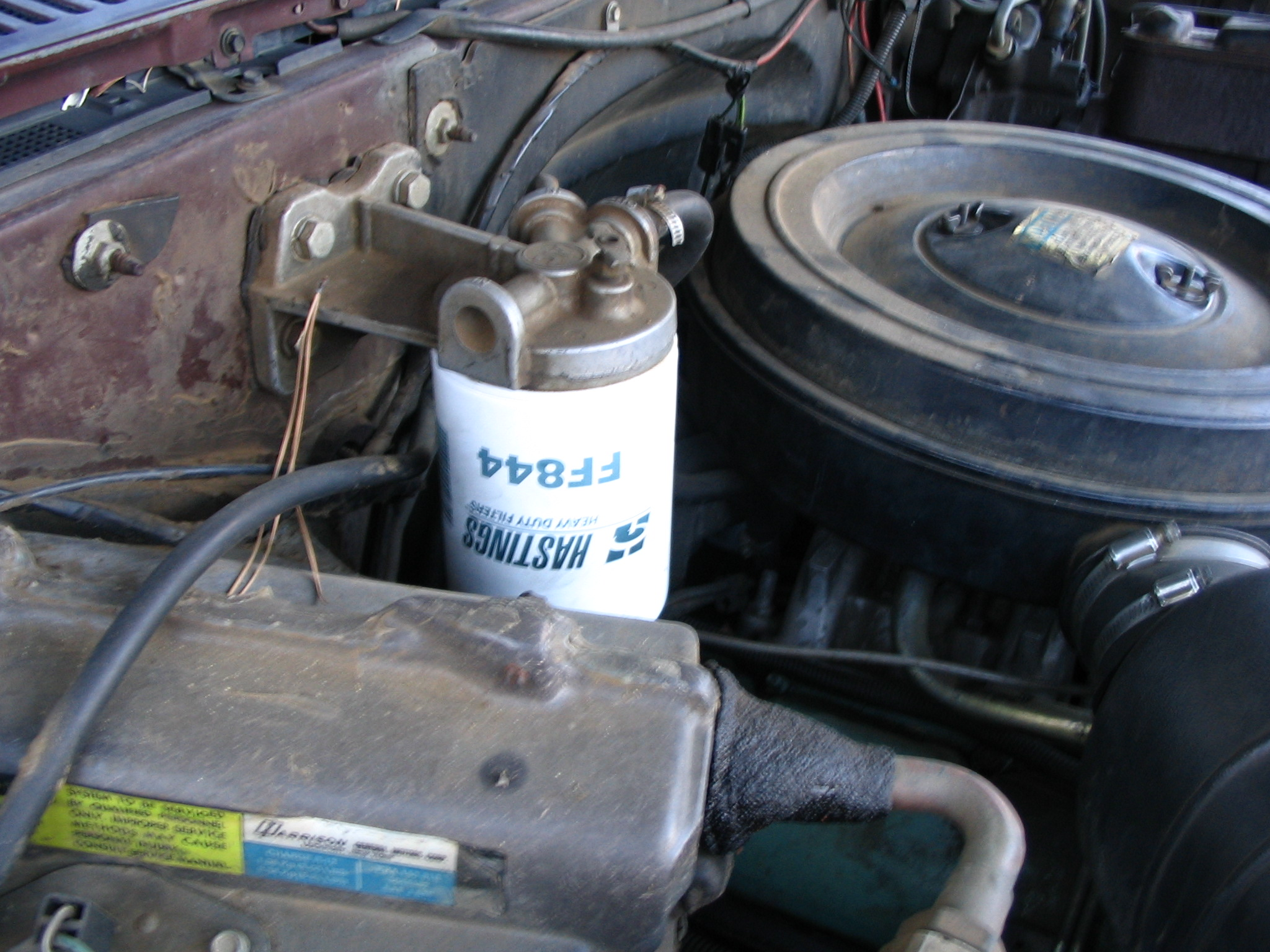
مُرشح وقود في شاحنة،صورة تبين موضع التركيب

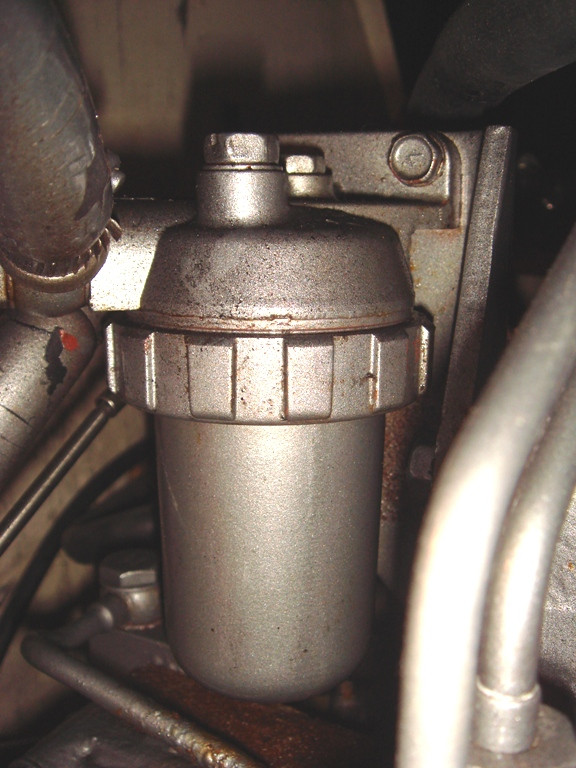
مرشح وقود يُستخدم في محرك يانمار البحري

مُرشح الوقود هو مُرشح يوجد في مسار الوقود ويقوم بتنقية الوقود من الصدأ والقاذورات بواسطة ورق ترشيح يُوجد عادة في اسطوانة، ويُوجد مرشح الوقود بكثرة في محركات الاحتراق الداخلية.
وتقوم مُرشحات الوقود تلك بوظيفة ذات أهمية قُصوى وخاصة في أنظمة الوقود الحديثة والمُحكة للمحركات، حيث أن وقود غير مُرشح أو منُقى يعني أنه يحتوي على العديد من الملوثات مثل بقع الطلاء والقاذورات التي من الممكن أن تدخل مع الوقود أثناء عملية ملأ الخزان أو صدأ نتيجة وجود الرطوبة في الخزان، وإذا لم يتم إزالة تلك المواد العالقة في الوقود فستُسبب تآكل وعطل في حواقن الوقود وكذلك مضخة الوقود نتيجة لما سوف تسببه تلك المواد العالقة من إهلاك للمواد المصنوعة بدقة عالية في نظام حقن الوقود في المحرك خصوصًا المحركات الحديثة، كما أن مُرشحات الوقود تعمل علي تحسين أداء المحرك حيث أن عدم وجود شوائب كثيرة في الوقود يعني احتراق للوقود بأعلى كفاءة.
وتحتاج مُرشحات الوقود إلى الصيانة بشكل دوري علي فترات متقاربة، وعادة ما يتم هذا باستبدال مُرشح الوقود القديم بآخر جديد، وهناك العديد من مُرشحات الوقود صُممت حديثًا لكي يتم تنظيفها وإعادة استخدامها لمرات عِدة بعد ذلك، وإذا لم يحدث استبدال لمُرشح الوقود لفترة كبيرة فإن ذلك يؤدي إلى انسداد في مجرى الوقود وبالتالي انخفاض في أداء المحرك وكفاءته حيث أن سحب الوقود سوف يكون بصعوبة وبالتالي سيواجه المحرك مشاكل في العمل بشكل طبيعي.
بعض المُرشحات وخاصة الموجودة في محركات الديزل تُشبه في تصميمها الوعاء حيث يتم تجميع المياه في الأسفل وذلك لأن الوقود كثافته أقل من الماء فيطفو الوقود وتظل المياه بالأسفل ومن ثم يمكن أن يتم سحب المياه للخارج وذلك عن طريق صمام بأسفل الوعاء حتي يبقي في الوعاء الوقود وفقط، ويحتوي العديد من تلك المُرشحات علي حساس للمياه وذلك لقياس مستوي المياه وإرساله عن طريق إشارة إلي وحدة التحكم الخاصة بالمحرك أو إلى السائق مباشرة (عن طريق إشارة ضوئية أو مؤشر) لإبلاغه بأن المياه وصلت إلى مستوي يستوجب التحذير.
حيث أنه من الضار تواجد المياه داخل نظام الوقود خصوصُا إذا كان محرك ديزل حيث أنظمة الوقود يعتمد علي الديزل في عملية تزييت الأجزاء المتحركة في المحرك، وإذا تواجدت المياه علي تلك الأجزاء المتحركة التي تتطلب تزييت مستمر مثل صمام الحقن على سبيل المثال فإن ذلك يؤدي إلي صدمة حرارية وتآكل في الأجزاء المتحركة تلك، وذلك النوع من المُرشحات من الممكن أن يحتوي على حساس آخر يقوم بتحذير السائق بضرورة تنظيفة أو سحب المياه منه، وعلي مقربة من مُرشح الوقود من الممكن أن يتواجد سخان للوقود وذلك لتجنب تكون البرافين أو المواد الشمعية داخل نظام الترشيح والتنقية وخصوصًا في الأجواء الباردة حيث أن ذلك من الممكن أن يؤدي لانسداد مجري الوقود.

## روابط خارجية
- Replacing a fuel filter نسخة محفوظة 29 سبتمبر 2006 على موقع واي باك مشين., a free video from CDX eTextbook.
- Detailed fuel filter replacement instructions
- Fuel filter cross reference